# 75街-埃爾德斯巷車站
75街-埃爾德斯巷車站（英語：75th Street–Elderts Lane station），前稱「75街」和「埃爾德斯巷」，是美國紐約地鐵BMT牙買加線一個隔站停靠的地鐵站，位於皇后區伍德哈文75街及牙買加大道，設有Z線（僅繁忙時段的尖峰方向停站）與J線（任何時候停站（繁忙時段的尖峰方向除外））列車服務。

## 車站結構
| P 月台層 | 側式月台 | 側式月台 |
| P 月台層 | 西行慢車 | ← 往寬街 (塞普雷斯山) ← 早上繁忙時段往寬街 (克雷森街) ← 早上繁忙時段不停靠                                                        |
| P 月台層 | 尖峰快車 | 無軌道或道床 |
| P 月台層 | 東行慢車 | → 往牙買加中心-帕森斯／射手 (85街-森林公園道) → → 黃昏繁忙時段往牙買加中心-帕森斯／射手 (伍德哈文林蔭路) → → 黃昏繁忙時段不停靠 → |
| P 月台層 | 側式月台 | |
| M        | 夾層     | 閘機、車站詢問處、Metrocard自動售票機                                                                                             |
| G        | 街道層   | 出入口 |

此高架車站在1917年5月28日啟用，設有兩個側式月台和兩條軌道，還有中央軌道的空間。車站位於埃爾德斯巷和75街的中央。車站大部分位於皇后區，另有小部分位於塞普雷斯山。MTA將之視為皇后區車站。。

## 外部連結
- nycsubway.org—BMT Jamaica Line: 75th Street–Elderts
- Station Reporter — J train
- The Subway Nut — 75th Street–Elderts Lane Pictures（页面存档备份，存于）
- MTA's Arts For Transit — 75th Street (BMT Jamaica Line)（页面存档备份，存于）
- 75th Street entrance from Google Maps Street View
- Platforms from Google Maps Street View （页面存档备份，存于）